# Cape Fear (fiume)
Il Cape Fear è un fiume lungo 325 km della Carolina del Nord centro-orientale. Sfocia nell'oceano Atlantico vicino al promontorio di Cape Fear, da cui prende il nome. Il fiume si forma alla confluenza del fiume Haw e del fiume Deep nella città di Moncure. Si tratta di un corso d'acqua che trasporta diversi inquinanti, che vanno da solidi sospesi a prodotti chimici artificiali come PFAS tra cui GenX, acido perfluoroottansolfonico (PFOS), acido perfluoroottanoico (PFOA) e sottoprodotti della produzione del fluoropolimero Nafion e intermedi utilizzati nella produzione di altri fluoropolimeri (per esempio Perfluoroetere PPVE, PEVE e PMVE). Inoltre, è stato dimostrato che altri residui industriali sono presenti nel fiume Haw (un affluente del drenaggio di Cape Fear) come l'1,4-Diossano. È stato dimostrato, da valutazioni delle acque potabili associate al fiume Haw, che sono contaminate da altri inquinanti.

## Varianti del nome
Secondo il Geographic Names Information System, storicamente è stato anche conosciuto come:
- Fiume Cape Fair
- Fiume Cape Feare
- Fiume Charle
- Fiume Charles
- Fiume Clarendon
- Fiume della paura del capo nord-est
- Ramo nord-ovest
- Rio Jorda

## Corso

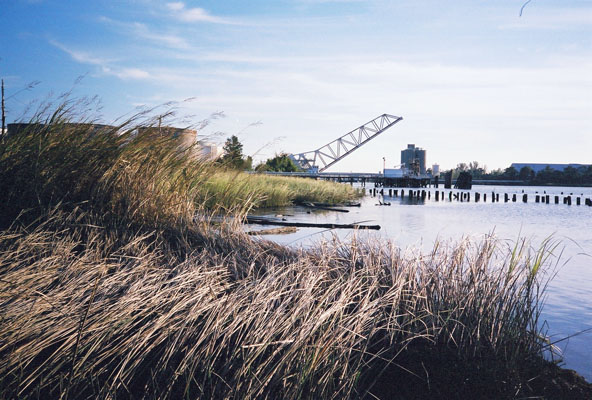
Il fiume Cape Fear a Smith Creek a Wilmington.

Si forma a Haywood, vicino al confine della contea tra le contee di Lee e Chatham, dalla confluenza dei fiumi Deep e Haw appena sotto il lago Jordan. Scorre a sud-est oltre Lillington, Fayetteville ed Elizabethtown, quindi riceve il fiume Black a circa 16 km a nord-ovest di Wilmington. A Wilmington, riceve il fiume Northeast Cape Fear e il fiume Brunswick, gira a sud, allargandosi in un estuario ed entrando nell'Atlantico circa 5 km a ovest di Cape Fear.
Durante l'era coloniale, il fiume forniva una via di trasporto principale verso l'interno della Carolina del Nord. Oggi è navigabile fino a Fayetteville attraverso una serie di chiuse e dighe. L'estuario fornisce un segmento del percorso dell'Intracoastal Waterway.
La East Coast Greenway corre lungo il fiume.

## Ponti
- Ponte commemorativo di Cape Fear (US 17/US 76/US 421)
- Ponte S. Thomas Rodi (US 421/NC 133/US 74)
- Ponte soldato Harry T.
- Ponte L. Bobby Brown (I-140)

## Galleria d'immagini

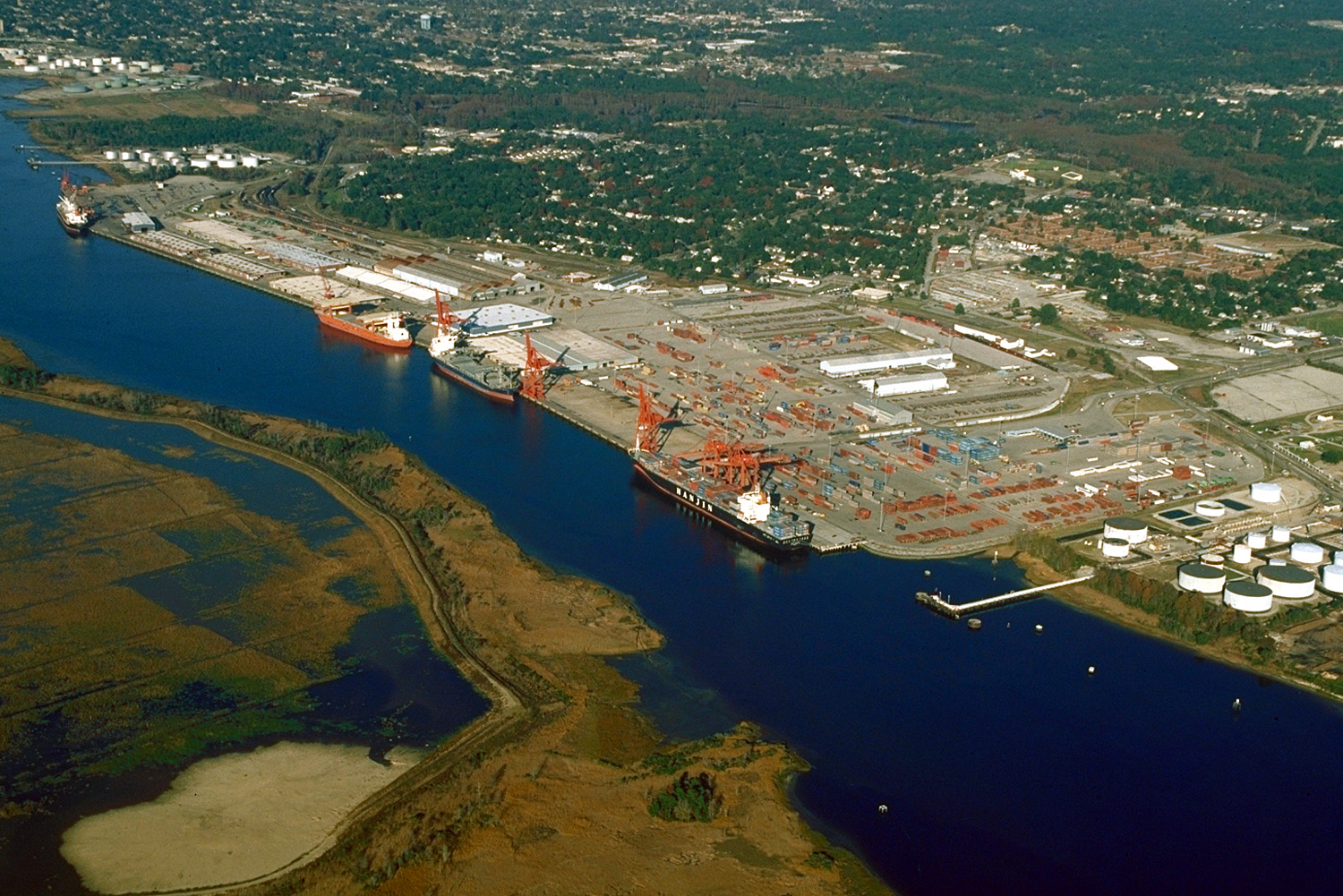
Il porto di Wilmington sull'estuario del fiume Cape Fear
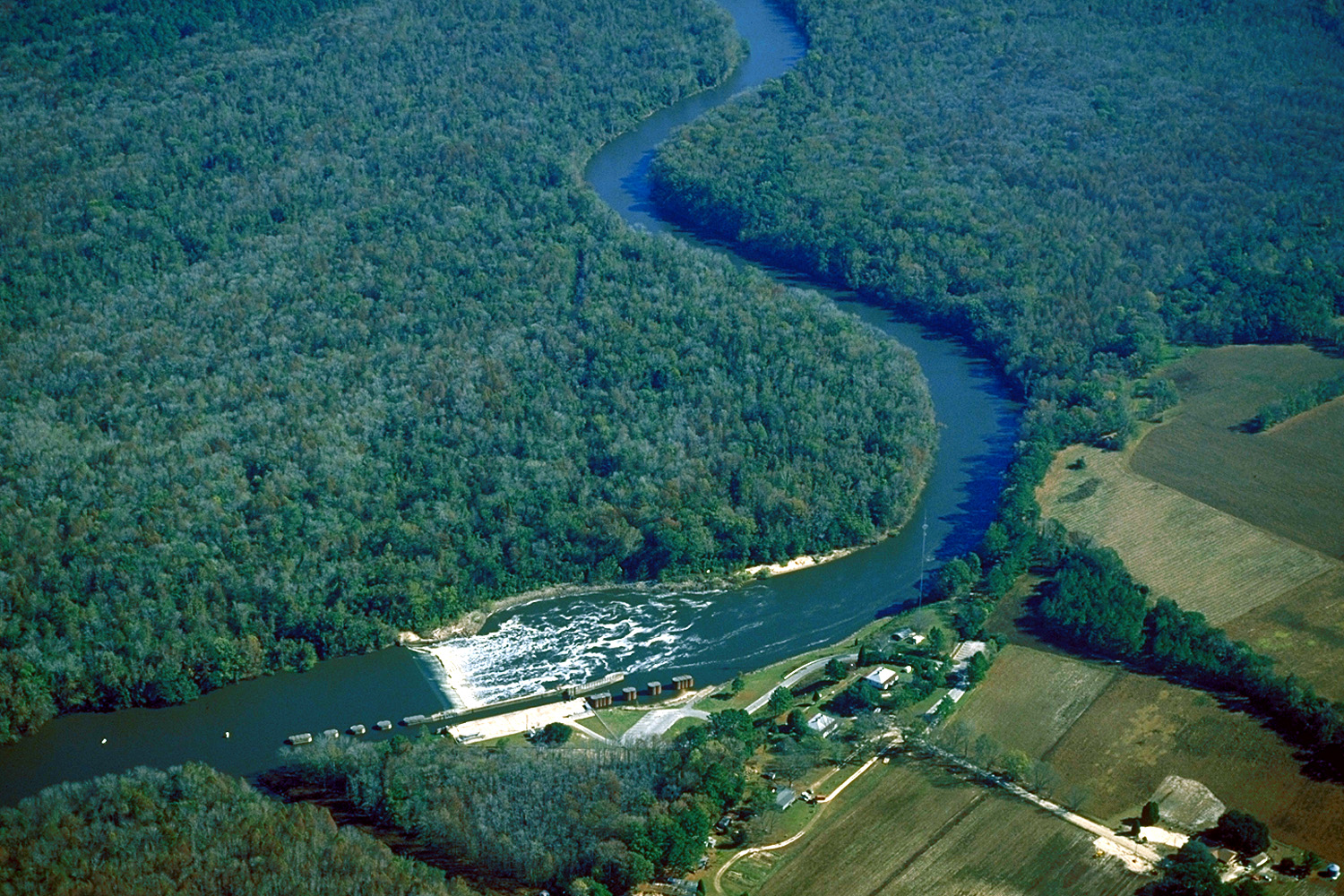
Lock and Dam n. 1 sul fiume Cape Fear nella contea di Bladen
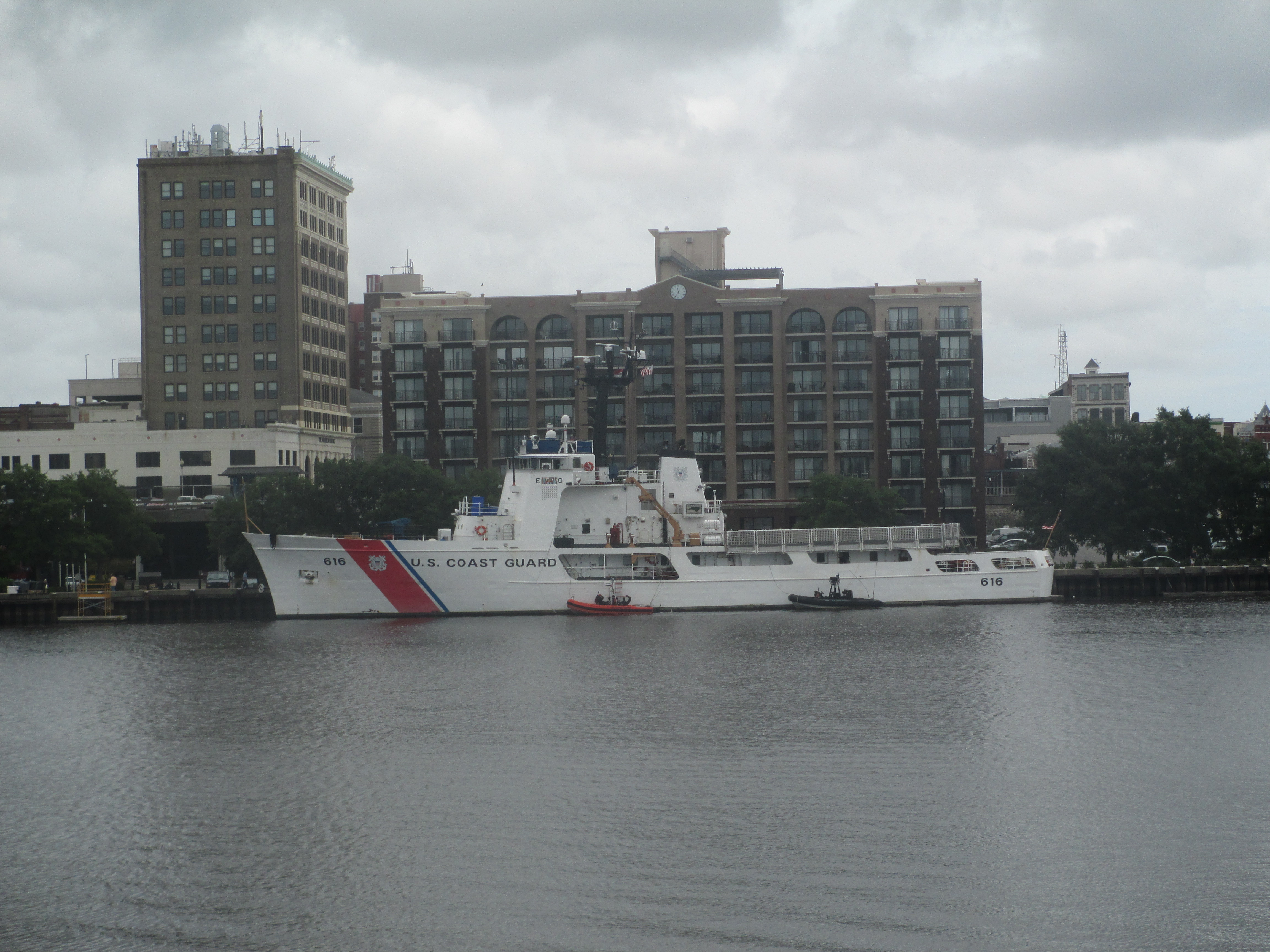
La U.S. Coast Guard statunitense nel Cape Fear, fotografata dalla USS North Carolina (BB-55)
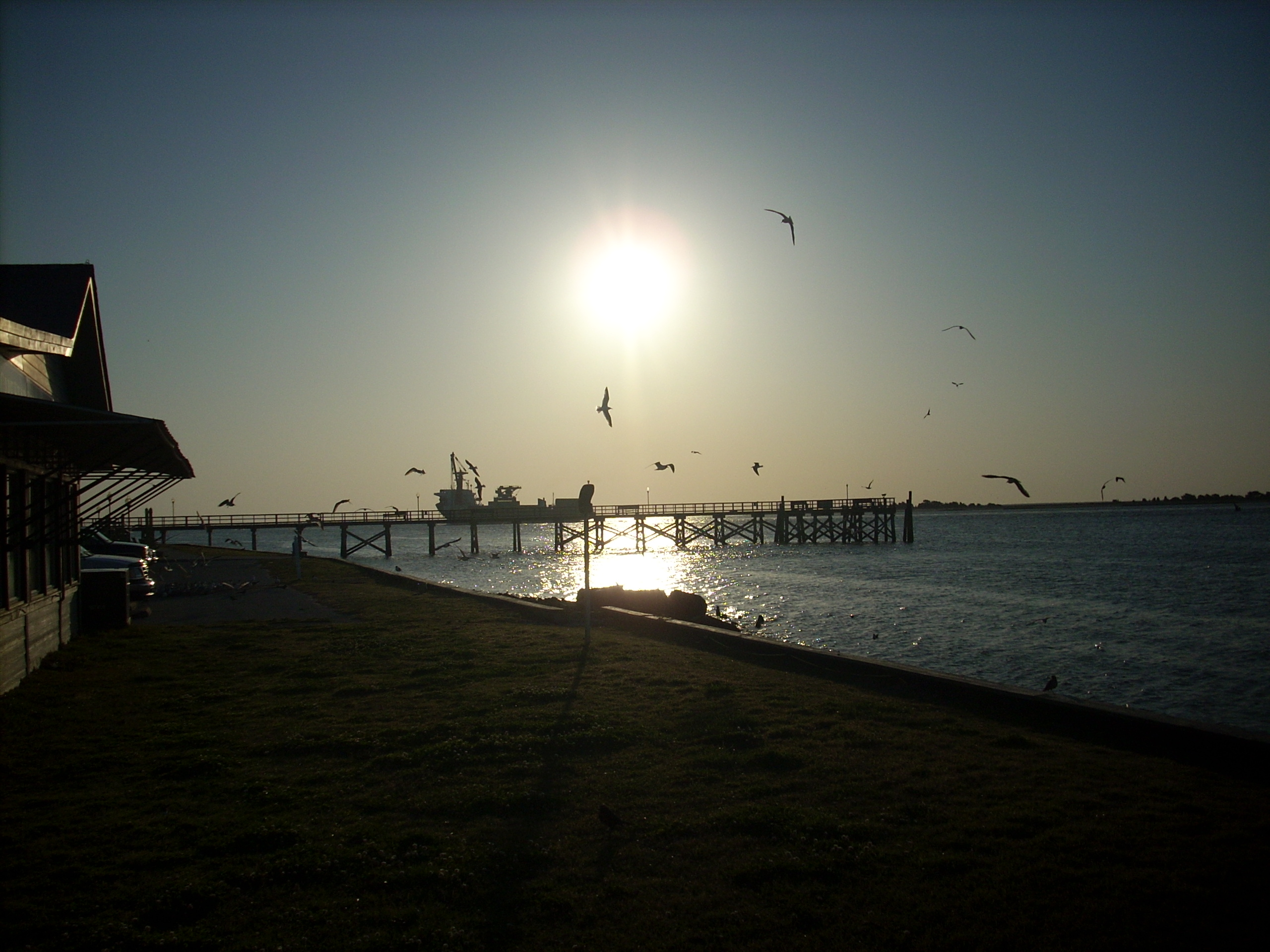
Una nave da carico che naviga alla foce del fiume Cape Fear a Southport
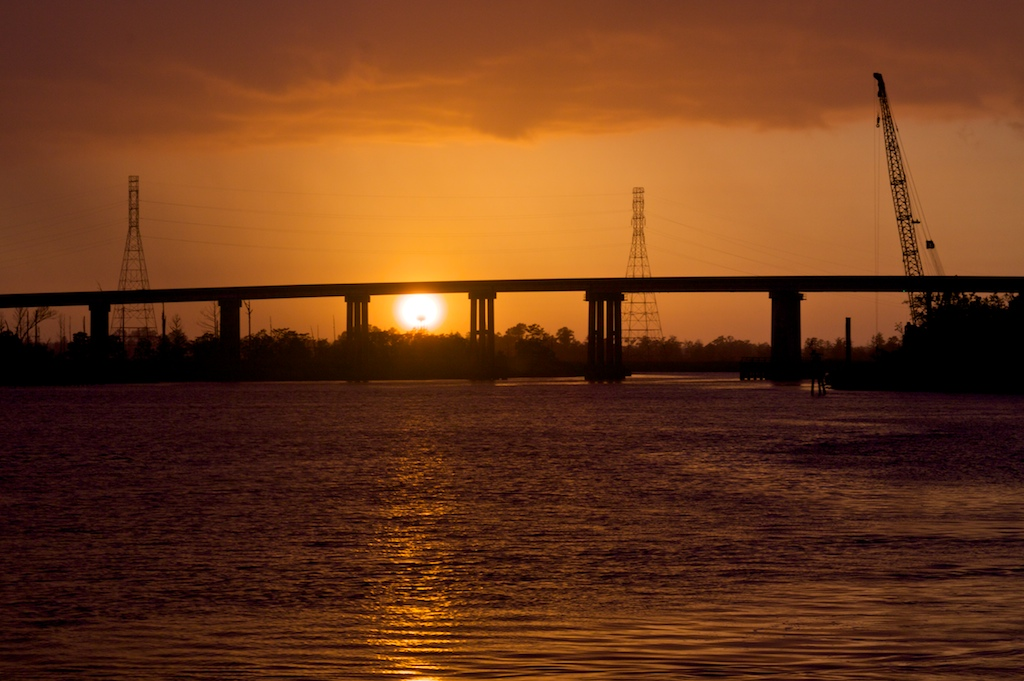
Tramonto sul fiume Cape Fear, che scorre sotto il ponte S. Thomas Rhodes.
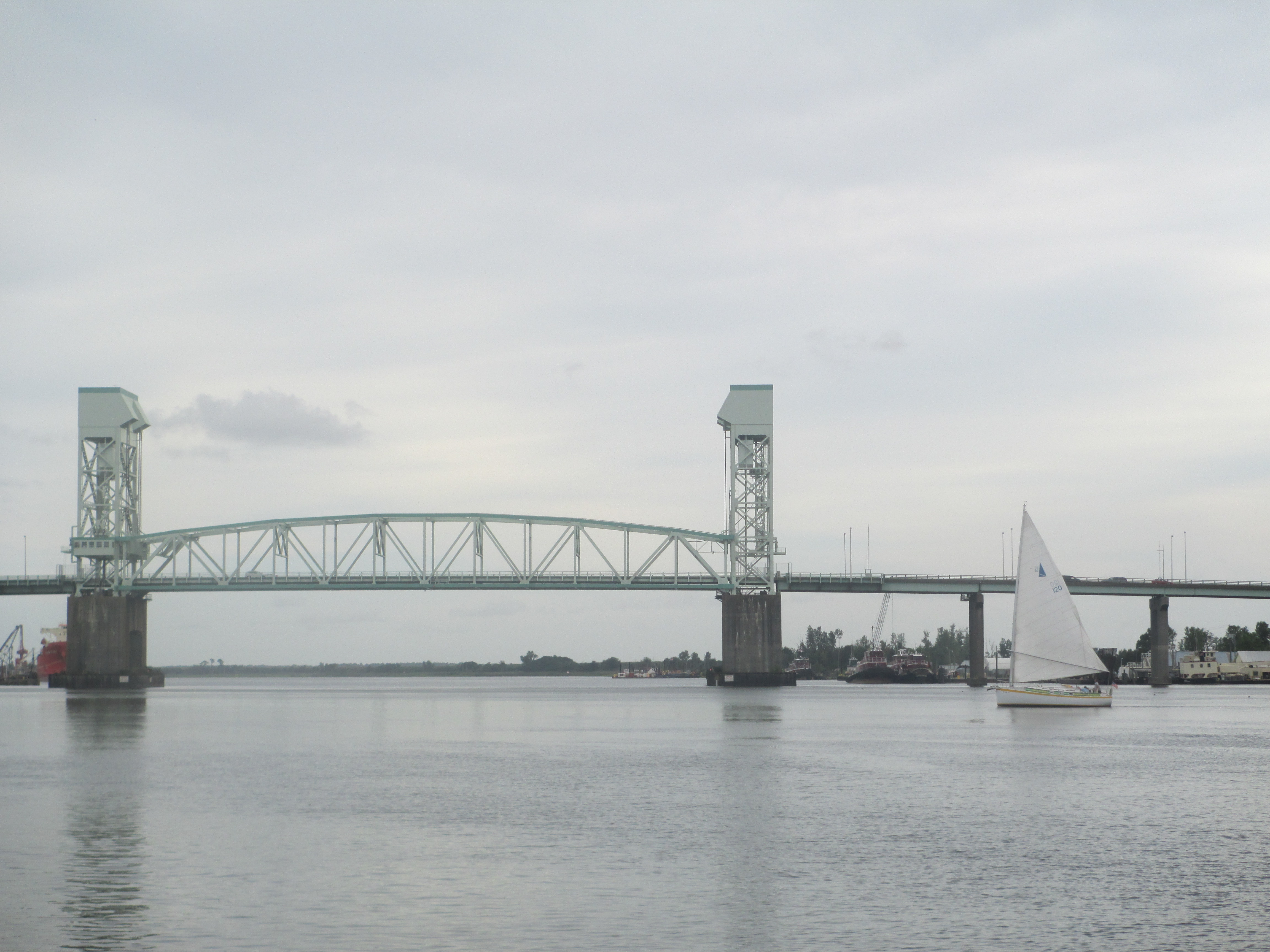
Il Cape Fear Memorial Bridge a Wilmington è il più alto della Carolina del Nord.

## Inquinamento
Di tutti i fiumi della Carolina del Nord, il Cape Fear ha il bacino fluviale più grande. Copre 9.149 miglia quadrate e, con un bacino di queste dimensioni, c'è una grande quantità di terreno da cui può essere prodotto il deflusso. Le città e i terreni agricoli che circondano il fiume e i suoi affluenti hanno la capacità di influire sulla qualità dell'acqua del fiume che è influenzata negativamente da fonti di inquinamento puntuali e non puntuali. Alcuni esempi di sorgenti non puntuali all'interno del fiume Cape Fear includono fattorie, deflusso cittadino ed erosione delle sponde del fiume, che immettono inquinanti come sostanze chimiche nocive, fertilizzanti e sedimenti più grandi come solidi sospesi. Come con qualsiasi fiume, la qualità dell'acqua varia nelle diverse regioni e dipende da specifici fattori abiotici e biotici all'interno della regione.

### Solidi sospesi
I solidi sospesi si riferiscono a qualsiasi particella (viva o non vivente) scaricata in un sistema acquatico che rimane in sospensione. Queste particelle spesso trovano la loro strada nei sistemi fluviali attraverso l'inquinamento da fonte non puntuale e attraverso eventi di inquinamento da fonte puntuale più grandi come l'uragano Florence del 2018. Lo stress di questa tempesta ha portato al cedimento di una diga che ha causato una fuoriuscita di massa di ceneri di carbone nel fiume Cape Fear a circa 8 km a nord-ovest di Wilmington, nella Carolina del Nord.

### Prodotti chimici GenX
GenX è una sostanza chimica nel gruppo delle sostanze per-e polifluoroalchiliche artificiali o PFA. Queste sostanze sono utilizzate per articoli antiaderenti, idrorepellenti e antimacchia. GenX è un PFA sostitutivo, poiché i PFA più vecchi e più tossici vengono gradualmente eliminati. La GenX è prodotta nello stabilimento Chemours di Fayetteville, Carolina del Nord ed entra nel fiume Cape Fear dalle acque reflue dell'impianto. Come altri PFA, GenX non si elimina facilmente e può accumularsi nell'ambiente. A causa di questa qualità, GenX può causare problemi sia alle persone che alla fauna selvatica.
Poiché le acque reflue di Chemours venivano immesse nel fiume Cape Fear, ciò pone un problema di acqua potabile per i residenti dell'area di Fayetteville e per le persone più a valle del fiume. In diversi pozzi sotterranei a Fayetteville è stata rilevata la presenza di GenX. Alla foce del fiume, la città di Wilmington utilizza Cape Fear come fonte di acqua potabile. I campioni di sangue di un gruppo di residenti di Wilmington hanno mostrato presenza di GenX.
In diversi studi, la GenX ha dimostrato di influenzare la fauna selvatica. I PFA sono stati rilevati nel branzino striato catturato dal Cape Fear e la sostanza chimica ha colpito il fegato e il sistema immunitario. Nelle piante, la GenX ha ridotto la biomassa e il bioaccumolo nell'organismo. Questo bioaccumulo differiva tra le specie.
In uno studio condotto per testare la capacità di ritenzione e come potrebbe essere trasportata la sostanza chimica GenX in materiali porosi, i risultati hanno mostrato che per diverse forme della sostanza chimica GenX il tasso di assorbimento era più alto. Questa ricerca è importante per aiutare i futuri ricercatori a comprendere le tendenze di questa sostanza chimica. I siti contaminati devono essere ispezionati dall'acqua al suolo a causa della capacità di GenX di viaggiare/trasportarsi attraverso materiale poroso come il suolo.
La mancanza di informazioni sulla sostanza chimica GenX nella Carolina del Nord ha portato al divario di conoscenze sui modi in cui le persone possono essere esposte a queste sostanze chimiche diverse presenti nell'acqua potabile. Le informazioni sono limitate anche sugli effetti sulla salute causati dalla sostanza chimica GenX; piccoli esperimenti sugli animali mostrano danni al fegato, al pancreas, ecc. Non ci sono linee guida federali per quanto riguarda la sostanza chimica GenX. Tuttavia, il Dipartimento della salute e dei servizi umani della Carolina del Nord ha fissato un "obiettivo sanitario", un basso livello di contaminazione non regolamentato e non applicabile in cui non ci si dovrebbe aspettare effetti collaterali, nel tempo.
Ci sono poche informazioni sull'efficacia della rimozione di GenX e PFEA dalle acque contaminate, con metodi come l'ozonizzazione e la biofiltrazione. Può essere utilizzato i carbonio in varie forme per trattare l'acqua che è stata contaminata. Gli esperimenti condotti con questa tecnica hanno mostrato che i PFA a catena più breve non venivano assorbiti.